# 拍子水温泉

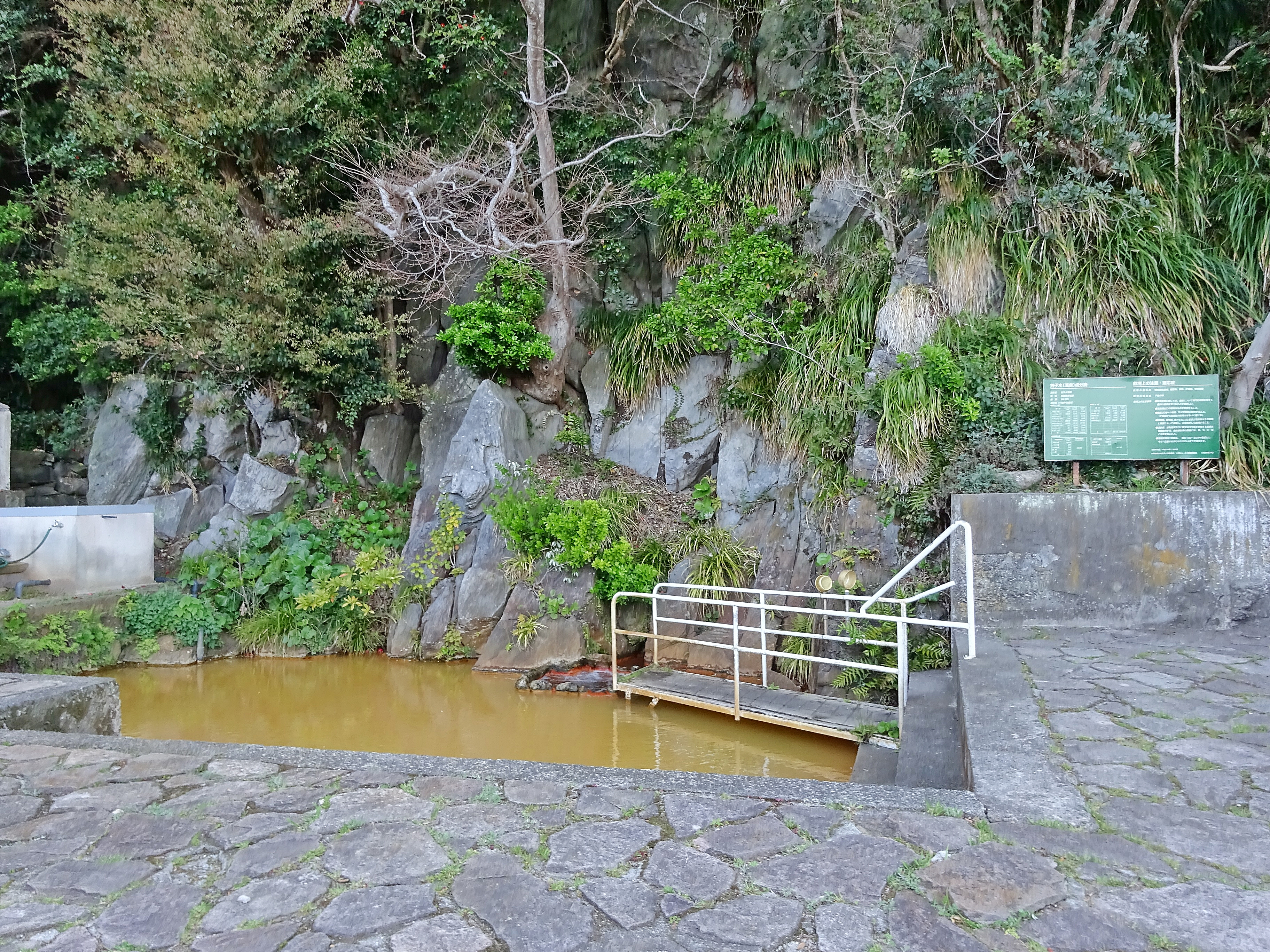
拍子水の源泉周囲

拍子水温泉（ひょうしみずおんせん）は、大分県東国東郡姫島村にある温泉である。姫島七不思議の一つとされている。別名おはぐろ水、姫島拍子水温泉。

## 歴史
比売語曽神がお歯黒をつけた後、口をゆすごうとしたが水がなかったので、手拍子を打って祈ったところ、岩の間から湧き出した水が拍子水であると伝えられる。

## 温泉地
姫島の東北部から湧き出ている温泉。
併設された姫島村健康管理センターで入浴用に利用されており、源泉（約24.9℃）と源泉に温水を加えた温泉（41℃前後）の2種類を利用することができる。高血圧症、慢性皮膚病、慢性消化器病、神経痛、疲労回復等に効能があるとされ、また、飲用は、慢性消化器病、糖尿病、肝臓病等に効能があるとされる。

### 泉質
- 炭酸水素塩泉

溶存ガス成分として遊離炭酸が豊富で、源泉は多くの気泡と共に湧出する。源泉池の中にある湧出口まで橋が渡されているため、湧出口から直接掬って飲泉が可能。知覚試験では、無色・澄明・強炭酸味・中金気臭と評価されている。

## アクセス
- 姫島港から約5.5km[3]。車で10分、徒歩で50分[4]、自転車（レンタサイクルなど）で30分程度。